# Voulangis
Voulangis ist eine französische Gemeinde mit 1.504 Einwohnern (Stand: 1. Januar 2022) im Département Seine-et-Marne in der Region Île-de-France. Sie gehört zum Arrondissement Meaux und zum Kanton Serris (bis 2015: Kanton Crécy-la-Chapelle).
Die Einwohner werden Voulangeois genannt.

## Geographie
Voulangis liegt etwa 31 Kilometer östlich von Paris am Fluss Grand Morin, der die nördliche Gemeindegrenze bildet.
Durch die Gemeinde führt die Route nationale 36. 

### Nachbargemeinden
Umgeben ist Voulangis von den Gemeinden Crécy-la-Chapelle im Norden und Osten, Tigeaux im Süden und Südosten, Villeneuve-le-Comte im Süden und Südwesten, Villeneuve-le-Comte im Südwesten sowie Villiers-sur-Morin im Westen.

## Bevölkerungsentwicklung
| Jahr      | 1962 | 1968 | 1975 | 1982 | 1990 | 1999 | 2006 | 2012 |
| Einwohner | 497  | 516  | 643  | 892  | 1113 | 1261 | 1415 | 1541 |

## Sehenswürdigkeiten

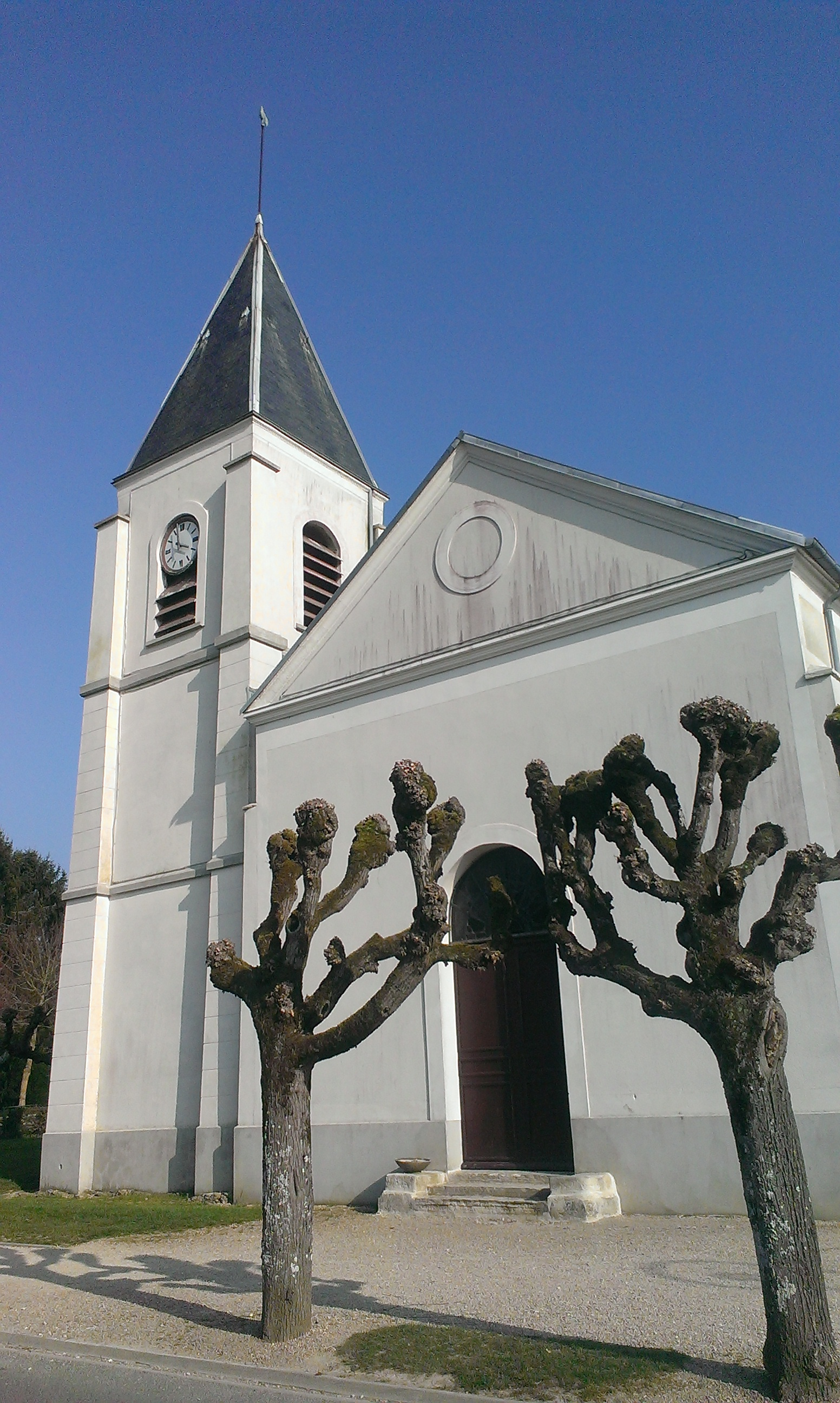
Kirche Saint-Pierre

- Kirche Saint-Pierre